# 함부르크 알토나역
함부르크-알토나역(독일어: Bahnhof Hamburg-Altona 또는 간단히 알토나역)는 독일 함부르크에 있는 기차역으로, 그 이름을 따온 지역에서 도시의 중앙역 서쪽에 위치해 있다.
주요 노선 터미널 역인 남부 독일을 오가는 대부분의 ICE(인터시티 익스프레스) 서비스는 함부르크-알토나에서 시작하고 끝난다. 또한 함부르크 S-반의 급행열차가 운행하는 지하철역(알토나)이 있다. 역은 DB Station&Service에서 관리한다.

## 역사
원래 알토나 역은 현재 역에서 남쪽으로 약 300m 떨어진 킬(Kiel)에서 라인 끝부분에 알토나-킬 철도 회사에 의해 건설되었다. 그것은 1844년에 열렸는데, 그 당시 알토나는 홀슈타인 공국 내의 독립 도시였다.  (구역은 현재 알토나 자치구의 시청으로 사용된다.)
1866년에는 연결선 이 개통되어 클로스터토어역(주요 기차역 근처)과 베를린 또는 하노버까지 기차를 운행할 수 있었다. 1867년에 알토나-블란케네저 철도가 엘베강의 오른쪽 은행에 있는 마을로 개통되었다. (이 노선은 오늘날 S-반 노선 S1 및 S11에서 사용된다).
1898년 알토나 중앙역이 현재 위치에 개업했다. 제2차 세계 대전 중에 심하게 손상되었지만, 이후에 재건되었다. 건물은 항의에도 불구하고 City-S-반 건설 중 1970년대 후반에 마침내 철거되었다. 터널링으로 인해 구조물이 무너질까 두려웠다. 1979년에 개장하면서 현재의 2층 저층 프리캐스트 콘크리트 구조물로 대체되었다.

## 미래
2009년 9월 함부르커 모르겐포스트와 디벨트는 도이치반 AG가 알토나의 장거리 기차역을 폐쇄하고, 디브스타히역 지역에 새로운 역을 건설할 계획이라고 밝혔다. 디벨트에 따르면 시 정부는 아파트와 공원을 지을 지역에 대한 예비연구를 진행했다. 처음에는 새로운 역이 2016년에 열릴 것으로 예상했다. 잦은 시위로 인해 날짜가 2027년으로 연기되었다.

## 역 구조
지역 및 장거리 열차는 터미널 내 거리 수준의 베이 플랫폼에서 시작하고 종료한다. 함부르크 S-반 고속철도를 위한 두 개의 지하 섬 플랫폼이 있으며 계단, 에스컬레이터와 리프트로 접근할 수 있다. 역 앞에는 도시 전역을 연결하는 버스 정류장이 있다.

## 역서비스

### 차량

#### 장거리
알토나는 ICE 라인 18, 25, 28에서 뮌헨까지, 22라인에서 슈투트가르트까지, 26라인에서 카를스루에까지, 20라인에서 바젤까지 가는 종점/출발점이다. 모든 ICE 서비스는 도이치반에서 운영한다.
| 라인     | 노선 | 간격                           |
| -------- | --- | ------------------------------ |
| ICE 11   | 함부르크-알토나 – 함부르크 – 베를린 – 라이프치히 – 에르푸르트 – 프랑크푸르트 – 만하임 – 슈투트가르트 – 아우크스부르크 – 뮌헨                                                                                   | 개별 서비스                    |
| ICE 18   | 함부르크-알토나 – 함부르크 – 베를린 – Halle – 에르푸르트 – 뉘른베르크 – 잉골슈타트/아우크스부르크 – 뮌헨 | 2시간마다                      |
| ICE 20   | 함부르크-알토나 – 함부르크 – 하노버 – 카셀-빌헬름스회헤 – 프랑크푸르트 – 만하임 – 카를스루에 – 프라이부르크 – 바젤 – 취리히 (– 쿠어)                                                                           | 2시간마다                      |
| ICE 22   | 함부르크-알토나 – 함부르크 – 하노버 – 카셀-빌헬름스회헤 – 프랑크푸르트 – 프랑크푸르트 공항 – 만하임 – 슈투트가르트                                                                                             | 2시간마다                      |
| ICE 25   | 함부르크-알토나 – 함부르크 – 하노버 – 카셀-빌헬름스회헤 – 뷔르츠부르크 – 뉘른베르크 – 잉골슈타트 – 뮌헨 | Hourly                         |
| ICE 26   | 함부르크-알토나 – 함부르크 – 뤼네부르크 – 하노버 – 카셀-빌헬름스회헤 – 마르부르크 – Gießen – 프랑크푸르트 – 다름슈타트 – 하이델베르크 – 카를스루에                                                             | 2시간마다                      |
| EC 27    | (킬 –) 함부르크-알토나 – 함부르크 – 루드비히슬러스트 – 베를린 – 드레스덴 – 프라하 | 2시간마다                      |
| ICE 28   | 함부르크-알토나 – 함부르크 – 베를린 – 라이프치히 – 에르푸르트 – 뉘른베르크 – 잉골슈타트/아우크스부르크 – 뮌헨                                                                                                  | 2시간마다                      |
| ICE 30   | 함부르크-알토나 – 함부르크 – 브레멘 – 오스나브뤼크 – 뮌스터 – 도르트문트 – 에센 – 뒤스부르크 – 뒤셀도르프 – 퀼른                                                                                               | One train                      |
| ICE 31   | 함부르크-알토나 – 함부르크 – 브레멘 – 오스나브뤼크 – 뮌스터 – 도르트문트 – 푸퍼탈 – 퀼른 – 본 – 코블렌츠 – 마인츠 – 프랑크푸르트 공항 – 프랑크푸르트                                                           | Two train pairs                |
| IC/EC 30 | 함부르크-알토나 – 함부르크 – 브레멘 – 뮌스터 – 도르트문트 – 에센 – 뒤스부르크 – 뒤셀도르프 – 퀼른 – 본 – 마인츠 – 만하임 – 슈투트가르트 EC: 만하임 – 카를스루에 – 프라이부르크 – 바젤 – 취리히 / 인터라켄 동   | 2시간마다 EC: four train pairs |
| IC 31    | 함부르크-알토나 – 함부르크 – 브레멘 – 뮌스터 – 도르트문트 – 푸퍼탈 – Solingen – 쾰른 – 마인츠 – 프랑크푸르트 (– 뷔르츠부르크 – 뉘른베르크 – 레겐스부르크 – Straubing – 파사우)                                 | 2시간마다                      |
| ICE 42   | 함부르크-알토나 – 함부르크 – 브레멘 – 뮌스터 – 도르트문트 – 에센 – 뒤스부르크 – 뒤셀도르프 – 쾰른 Messe/Deutz – / 퀼른 – Siegburg/본 – 프랑크푸르트 공항 – 만하임 – 슈투트가르트 – Ulm – 아우크스부르크 – 뮌헨 | One train pair                 |
| ICE 91   | 함부르크-알토나 – 함부르크 – 하노버 – Göttingen – 카셀-빌헬름스회헤 – 풀다 – 뷔르츠부르크 – 뉘른베르크 – 레겐스부르크 – 플라틀링 – 파사우 – 린츠 – St. Pölten – 빈 마이들링 – 빈                               | One train pair                 |

### 지역 열차
알토나에서 이용할 수 있는 지역 서비스로는 Westerland(Sylt)까지 RE 6/60, Itzehoe 및 Wrist까지 RB 71이 있다.

### S-반(지하철)
S1 및 S11 라인은 도시 서쪽에서 출발하여 블랑케네 제 라인으로 기차를 타고 알토나에서 출발하여 도시 S-반과 연결 라인을 통해 함부르크 중앙역으로 계속 이동하고 함부르크 공항과 포펜뷔텔의 북쪽 종점으로 향한다. 루트 S3는 도시의 북서쪽에 있는 피네베르크에서 피네베르크 라인을 거쳐 융페른슈티크역과 중앙역을 거쳐 하르부르크 S-반을 거쳐 노이그라벤 방향으로 이어지며 결국 니더작센주의 슈타드에서 끝난다. 루트 S31은 여기에서 시작하여 링크 라인, 홀스텐슈트라세역 및 중앙역을 통해 하르부르크 및 노이그라벤 방향으로 이어진다.

### 시설
역 건물에는 비상 및 정보 전화, 매표기, 화장실, 금고 및 직원과 함께 여러 상점이 있다.

## 갤러리

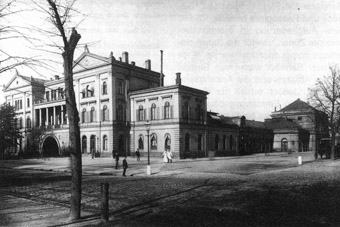
남쪽에서 본 1890년에 날개가 달린 최초의 역
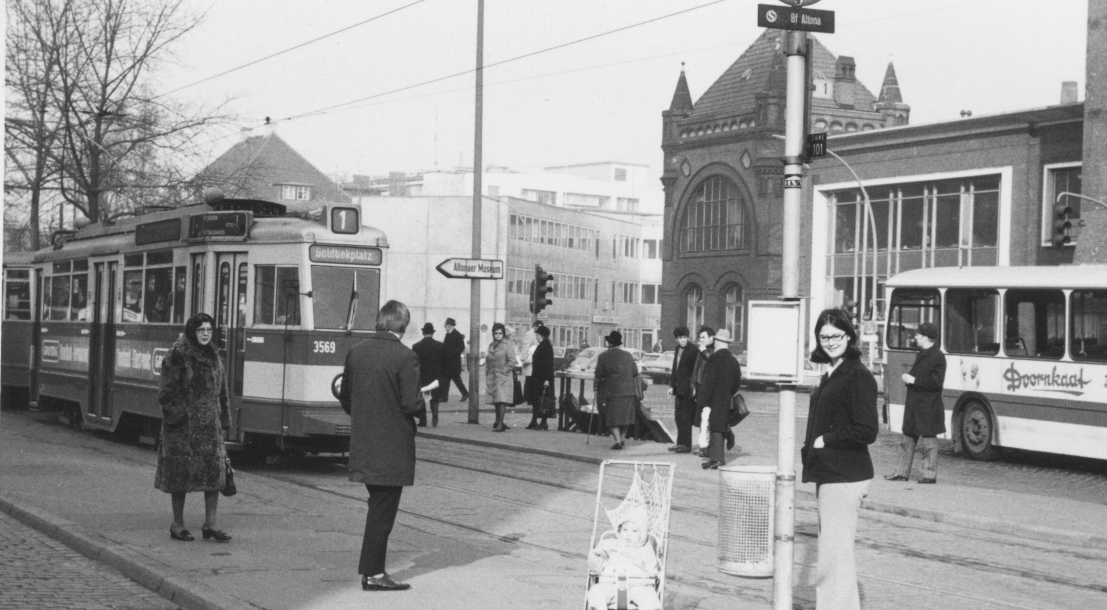
1971년 알토나역의 버스, 전차, 기차, S-반 기차가 모두 이곳에서 만났다.
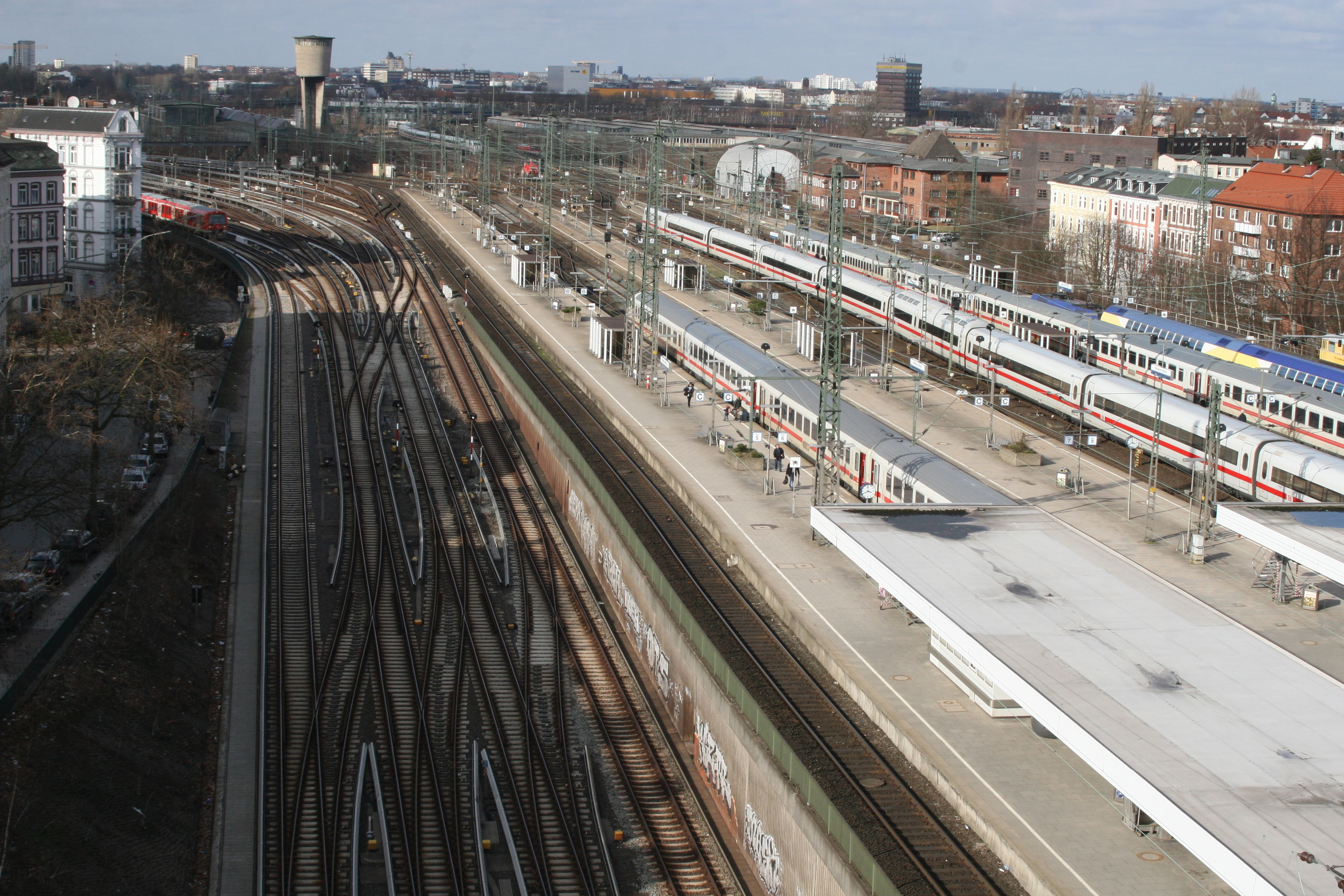
현재의 플랫폼과 트랙